# Erythrophleum fordii
Erythrophleum fordii é uma espécie vegetal da família Fabaceae.
Pode ser encontrada nos seguintes países: China, Taiwan e Vietname.
Está ameaçada por perda de habitat.